# Karabiner S.

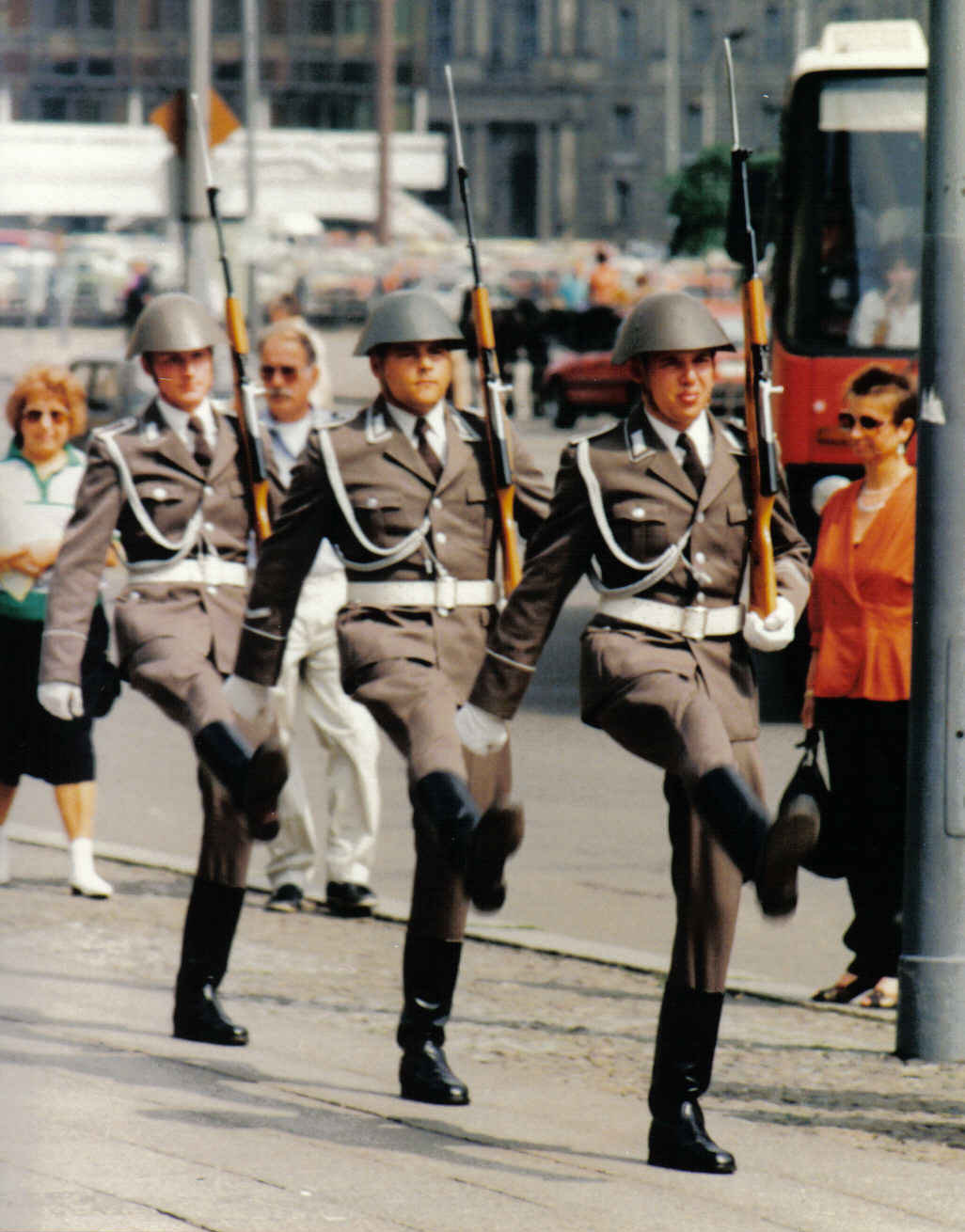
Gardes d'honneur de la Nationale Volksarmee d'Allemagne de l'Est armés de SKS avec baïonnettes chromées devant le Neue Wache à Berlin sur l'avenue Unter den Linden.

La Karabiner S. (pour Simonow=Simonov) est une carabine semi-automatique, version est-allemande de la SKS. Contrairement au modèle soviétique, elle ne possède pas de baguette de nettoyage sous le canon et sa bretelle est fixée latéralement. Elle équipa l'Armée nationale populaire (NVA) puis les combattants croates lors des Guerres de Yougoslavie.

## Description
La Kar. S, tout comme la SKS utilise la cartouche intermédiaire soviétique 7,62 mm M43 de 7,62x39 mm. Elle dispose d'un chargeur fixe de 10 cartouches. Lors de son rechargement, une lame de 10 munitions est placée à l'entrée du magasin, puis les cartouches sont poussées à l'intérieur de celui-ci. Ses utilisateurs ne transportent donc pas de chargeurs avec eux, mais des lames-chargeurs.
Une fois les munitions introduites, la première est enclenchée dans la chambre par recul manuel de la poignée d'armement placée sur la droite de la boîte de culasse de l'arme. Après le premier tir, les gaz créés lors de la combustion de la charge de poudre des cartouches sont réutilisés pour actionner un système de pistons et de ressorts faisant reculer la culasse, éjectant l'étui utilisé et la remplaçant par une nouvelle munition. 
Contrairement à l'AK-47, la Kar. S.  ne peut être utilisée qu'en mode semi-automatique. Les mécanismes de la SKS sont bien conçus et particulièrement fiables, d'où aussi son succès dans les armées du Tiers Monde, qui ont besoin d'armes ne demandant pas trop d'entretien.
La Kar. S est une arme compacte et facile à prendre en main, son canon plus long de dix centimètres et demi que celui de l'AK-47 permet une précision et une portée supérieure à celles de ce dernier. La plupart des modèles dispose de plus d'une baïonnette pliante, repliable sous le canon, qu'elle a héritée de la carabine Mosin-Nagant modèle 1944.

## Données techniques et numériques
- Munition : 7,62 mm M43
- Fonctionnement : emprunt des gaz, culasse rotative, tir semi-automatique
- Longueur totale baïonnette repliée : 102 cm
- Masse en ordre de combat : 4 kg
- Canon
  - longueur : 52 cm
  - rayures : 4 droitières
- Guidon : fixe sur embase
- Hausse :  à curseur avec cran de mire en U
- Magasin : 10 cartouches

## Diffusion et guerre de la Karabiner S.
Elle équipa l'Armée nationale populaire (NVA) puis la Volkspolizei servant ainsi à la répression de l'Insurrection de juin 1953 en Allemagne de l'Est. Dans les années 1990,  les combattants croates utilisèrent des Kar.-S lors des Guerres de Yougoslavie.

## Dans la culture populaire
Moins diffusé sur les marchés civils que les SKS ou Norinco Model 8, la Karabiner-S arme néanmoins les gardes-frontières est-allemands dans La Bombe de Peter Watkins puis 45 ans plus tard dans le film d'espionnage L'Affaire Rachel Singer.